# European Society for Agri-cultural and Food Ethics
 Der er for få eller ingen kildehenvisninger i denne artikel, hvilket er et problem. Du kan hjælpe ved at angive troværdige kilder til de påstande, som fremføres i artiklen.

European Society for Agricultural and Food Ethics (herefter: EurSafe) er en uafhængig organisation, som skaber et samlingssted for dem, som beskæftiger sig med etiske spørgsmål i forbindelse med landbrug og fødevarer.
Selskabet blev grundlagt i 1999, og det er tværfagligt, tværkulturelt og fordomsfrit.
EurSafe sigter mod at opmuntre en akademisk uddannelse og forskning og at fremme en international debat om etiske emner forbundet med landbrug og madvareforsyning.